# Göcenoluk, Seyitgazi
Göcenoluk là một xã thuộc huyện Seyitgazi, tỉnh Eskişehir, Thổ Nhĩ Kỳ. Dân số thời điểm năm 2011 là 167 người.